# Joseph Altman
Joseph Altman , född 7 oktober 1925 i Budapest, död 19 april 2016 i Ocala, var en amerikansk forskare inom neurovetenskap.
Han upptäckte neurogenes hos vuxna, bildningen av nya hjärnceller i den vuxna hjärnan, på 1960-talet. Eftersom han var självständig forskare på MIT ignorerades i stort sett hans rön.  Sent på 1990-talet återupptäcktes det faktum att hjärnan kan bilda nya neuroner även hos vuxna, vilket ledde till ett av de hetaste ämnena inom neurovetenskapen. Altman fortsatte sin karriär på Purdue University, där han skrev flera hyllade artiklar om lillhjärnans utveckling.